# 1960年の日本競馬
1960年の日本競馬（1960ねんのにほんけいば）では、1960年（昭和35年）の日本競馬界についてまとめる。馬齢は旧表記で統一する。
1959年の日本競馬 - 1960年の日本競馬 - 1961年の日本競馬

## できごと

### 1月 - 3月
- 1月5日 - 中央競馬でアメリカジョッキークラブカップが創設される。第1回優勝馬はオンワードベル[1]。
- 1月18日 - ハクチカラがアメリカ遠征を終えて帰国する[1]。
- 1月20日 - 全国競馬労働組合と関東調教師会との間で賃上げ交渉を目的としたストライキが発生。2月27日になって解決する[1]。
- 3月17日 - 千葉県競馬組合が設立される[1]。
- 3月31日 - 中山競馬場の芝1600メートル新設走路が竣工[1]。
- 3月31日 - 宮城県の仙台競馬場が廃止される[1]。

### 4月 - 6月
- 4月16日 - 農林省畜産局の競馬官室が、政令により「競馬監督課」に改正される[1]。
- 5月23日 - 東京において、アジア諸国の代表が集うアジア競馬会議の第1回が開かれる[1]。
- 6月26日 - 中央競馬で宝塚記念が創設される。第1回優勝馬はホマレーヒロ[1]。

### 7月 - 9月
- 7月2日 - 小倉競馬場においてウッド式発馬機が初めて使用される[2]。
- 7月23日 - 札幌競馬場の2号スタンド、および投票所の改築工事が竣工[2]。
- 7月31日 - 京都競馬場の芝1600メートル新設走路が竣工[2]。
- 9月3日 - 東京競馬場で救急車がレースに随行するようになる[2]。
- 9月10日 - 東京競馬場のダートコースが竣工[2]。
- 9月19日 - 完成当時東洋一の大きさを誇った、中山競馬場の4号スタンドが竣工[2]。

### 10月 - 12月
- 10月8日 - 中央競馬において、全競走にウッド式発馬機が導入される。バリヤー式は廃止された[2]。
- 11月13日 - 菊花賞目前に関西全馬労がストライキを決行するが、菊花賞が行われる直前でストライキは回避される[2]。
- 12月18日 - 有馬記念で4歳牝馬のスターロッチが優勝[2]。

### その他
- 長野県上諏訪競馬場が廃止される[2]。

## 競走成績

### 中央競馬の主な競走
- 第20回桜花賞（阪神競馬場・3月27日）優勝 : トキノキロク（騎手 : 杉村一馬）
- 第20回皐月賞（中山競馬場・4月17日）優勝 : コダマ（騎手 : 渡辺正人）
- 第41回天皇賞（春）（京都競馬場・4月29日） 優勝 : クリペロ（騎手 : 保田隆芳）
- 第21回優駿牝馬（オークス）（東京競馬場・5月22日) 優勝 : スターロツチ（騎手 : 高松三太）
- 第27回東京優駿競走（日本ダービー）（東京競馬場・5月29日) 優勝 : コダマ（騎手 : 栗田勝）
- 第1回宝塚記念（阪神競馬場・6月26日）優勝：ホマレーヒロ（騎手：近藤武夫）
- 第21回菊花賞（京都競馬場・11月13日） 優勝 : キタノオーザ（騎手 : 伊藤竹男）
- 第42回天皇賞（秋）（東京競馬場・11月23日） 優勝 : オーテモン（騎手 : 野平好男）
- 第5回有馬記念（中山競馬場・12月18日） 優勝 : スターロツチ（騎手 : 高松三太）

### 中央競馬・障害
- 第44回中山大障害（春）（中山競馬場・6月26日）優勝 : ロールメリー（騎手 : 古賀一隆）
- 第45回中山大障害（秋）（中山競馬場・10月9日）優勝： ロールメリー（騎手：古賀一隆）

## 表彰

### 啓衆社賞
- 年度代表馬・最優秀4歳牡馬 コダマ
- 最優秀3歳牡馬 ハクシヨウ
- 最優秀3歳牝馬 トキクイン
- 最優秀4歳牝馬 スターロツチ
- 最優秀5歳以上牡馬 オーテモン
- 最優秀5歳以上牝馬 ヤマトノハナ
- 最良スプリンター ヘリオス
- 最優秀障害馬 ロールメリー
- 最優秀アラブ ヤマジヨー

## 誕生
この年に生まれた競走馬は1963年のクラシック世代となる。

### 競走馬
- 2月29日 - シャトーゲイ
- 3月13日 - メイズイ
- 3月21日 - グレートヨルカ
- 4月2日 - アイテイオー
- 4月12日 - ミスマサコ
- 4月18日 - ミハルカス
- 5月9日 - ヤマトキヨウダイ
- 6月1日 - オリオンホース
- 6月27日 - アサホコ
- 不明 - パーソロン、ネヴァービート、アマゾンウォリアー、スワンズウッドグローヴ

### 人物
- 1月5日
  - 平目孝志騎手（JRA）
  - 早田秀治騎手（大井）
- 2月28日 - 萱野浩二調教師（JRA）
- 3月28日
  - 安藤勝己騎手（JRA）
  - 濱口楠彦騎手（笠松）
- 4月30日 - 原田聖二騎手（JRA）
- 5月29日
  - 平田修調教師（JRA）
  - 沢井守騎手（名古屋）
- 7月11日 - 宮徹騎手、調教師（JRA）
- 8月3日 - 杉浦宏昭騎手、調教師（JRA）

## 死去

### 競走馬
- 4月17日 - クインナルビー